# 罗卡罗马纳
罗卡罗马纳（義大利語：Roccaromana），是意大利卡塞塔省的一个市镇。总面积27平方公里，人口1004人，人口密度37.2人/平方公里（2009年）。ISTAT代码为061071。